# Raum
Raum – w tradycji okultystycznej czterdziesty duch Goecji. Znany również pod imionami Raim, Raym i Räum. By go przywołać i podporządkować, potrzebna jest jego pieczęć, która według Goecji powinna być zrobiona z miedzi i srebra zmieszanych w równych proporcjach.
Jest wielkim hrabią piekła. Rozporządza 30 legionami duchów. Należał kiedyś do Chóru Tronów.
Kradnie skarby królewskie i dostarcza je pod wskazane miejsce. Potrafi burzyć miasta, pozbawia ludzi godności i zaszczytów. Opowiada o przeszłości, teraźniejszości i przyszłości. Rozpala miłość między przyjaciółmi i wrogami.
Wezwany, ukazuje się pod postacią kruka, aczkolwiek na rozkaz przyzywającego przyjmuje ludzką postać.